# یاروسلاوکا
یاروسلاوکا (به لاتین: Yaroslavka) یک منطقهٔ مسکونی در روسیه است که در استان آمور واقع شده‌است.